# (38340) 1999 RO137
1999 RO137 (asteroide 38340) é um asteroide da cintura principal. Possui uma excentricidade de 0.07220140 e uma inclinação de 0.96639º.
Este asteroide foi descoberto no dia 9 de setembro de 1999 por LINEAR em Socorro.